# استرالیا (قاره)
اُسترالیا (به انگلیسی: Australia) کوچکترین قاره کره زمین در رده‌بندی هفت‌تایی قاره‌هاست. قاره در سراسر جهان یکسان تعریف نمی‌شود. تعریف همگانی قاره «تکه‌ای بزرگ و پیوسته از خشکی سطح زمین» است. با این تعریف قارهٔ استرالیا شامل استرالیا است و جزیره‌های کوچک نزدیکش مانند تاسمانی و گینه نو را شامل نمی‌شود. از دیدگاه تخصصی زمین‌شناسی، یک قاره شامل فلات قاره (نقاط زیر آب لایه پوسته زمین) هم می‌شود. بنا بر این تعریف، جزیره‌های نزدیک استرالیا هم جزو قاره هستند؛ چرا که آن‌ها در فلات قاره قرار دارند. قاره استرالیا شامل دو کشور استرالیا و نیوزلند (زلاند نو) می‌شود. استرالیا قاره‌ای است مستقل و هر دو کشور واقع در آن حکومتی مرکزی برای خود دارند.

## جغرافیا

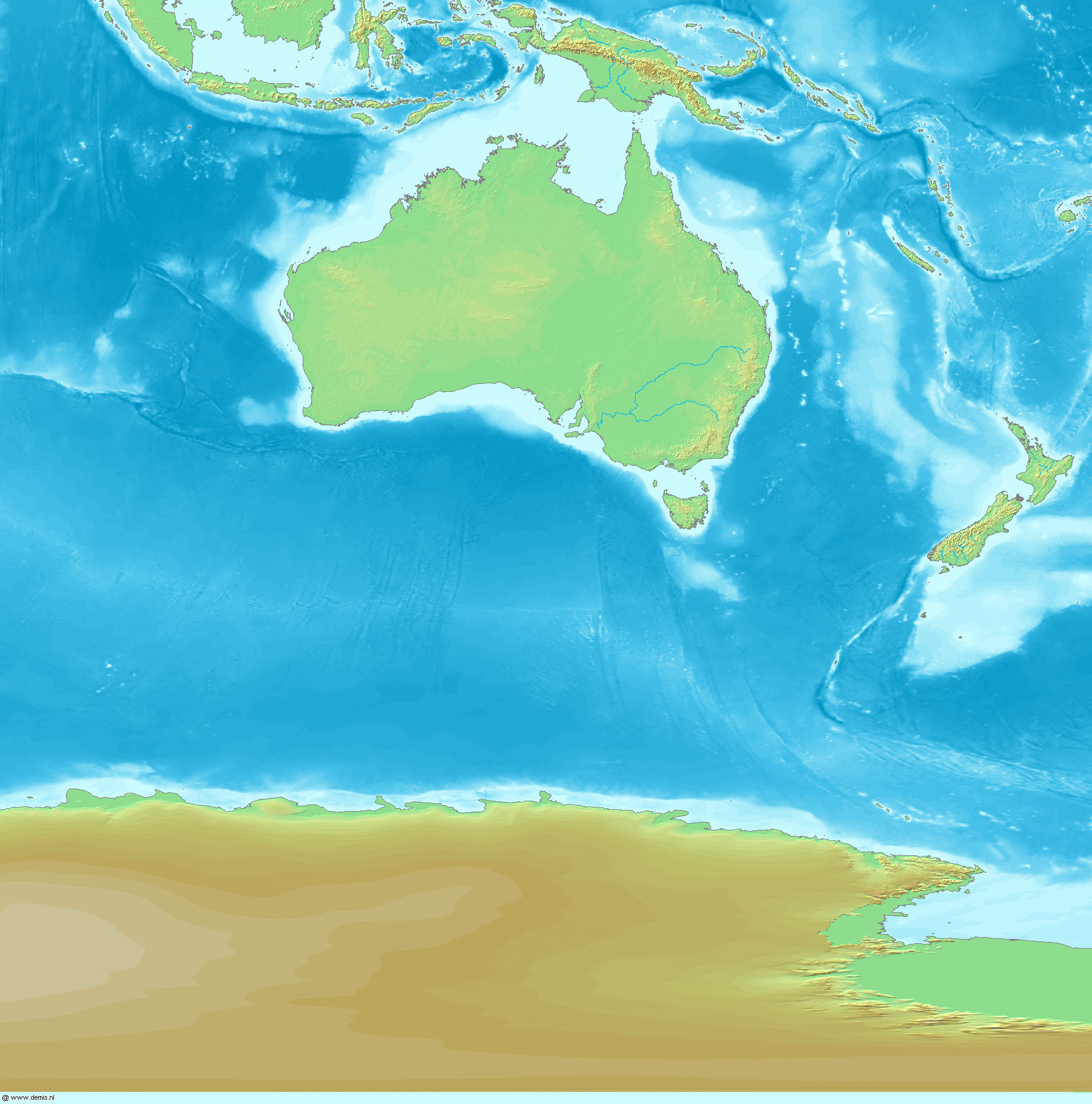
قاره استرالیا

قاره استرالیا وسعت ۷ میلیون ۶۸۶ هزار ۸۵۰ متر مربع دارد. این قاره در منتهی الیه جنوب شرقی قاره استرالیا قرار دارد. در واقع، استرالیا سرزمین اصلی قاره اقیانوسیه است. در شرق استرالیا در آب‌های اقیانوس آرام، جزایر بی‌شماری به صورت پراکنده وجود دارند. تعداد این جزایر به ۲۰ هزار تا ۳۰ هزار می‌رسد. کشور نیوزلند خود یکی از این جزایر است. قاره استرالیا تقریباً هموار است؛ فقط در شرق کشور استرالیا رشته‌کوهایی به موازات ساحل کشیده شده است‌ و همچنین در جنوب نیوزلند رشته کوه آلپ جنوبی قرار دارد.

## تاریخ
قاره استرالیا که شامل دو کشور استرالیا و نیوزلند می‌شود، توسط دریانورد انگلیسی به نام جیمز کوک در سال ۱۷۷۰ میلادی کشف شد. استرالیا تا سال ۱۹۰۱ میلادی مستعمره بریتانیا بود. مهاجران اروپایی که به این قاره وارد شدند نیز، همانند مهاجران اروپایی که به قاره آمریکا وارد شدند، با بومیان این قاره بدرفتاری می‌کردند و آن‌ها را به بند می‌کشیدند.

## جمعیت شناسی
قاره استرالیا جمعیت بسیار کمی (حدود ۲۰ میلیون نفر) دارد. اکثریت جمعیت این  قاره را مهاجران اروپایی (انگلیسی‌ها و ایرلندی‌ها) تشکیل داده‌اند و درصد بسیار کمی از جمعیت این قاره از بومیان هستند.